# Menhir de Pierre Frite

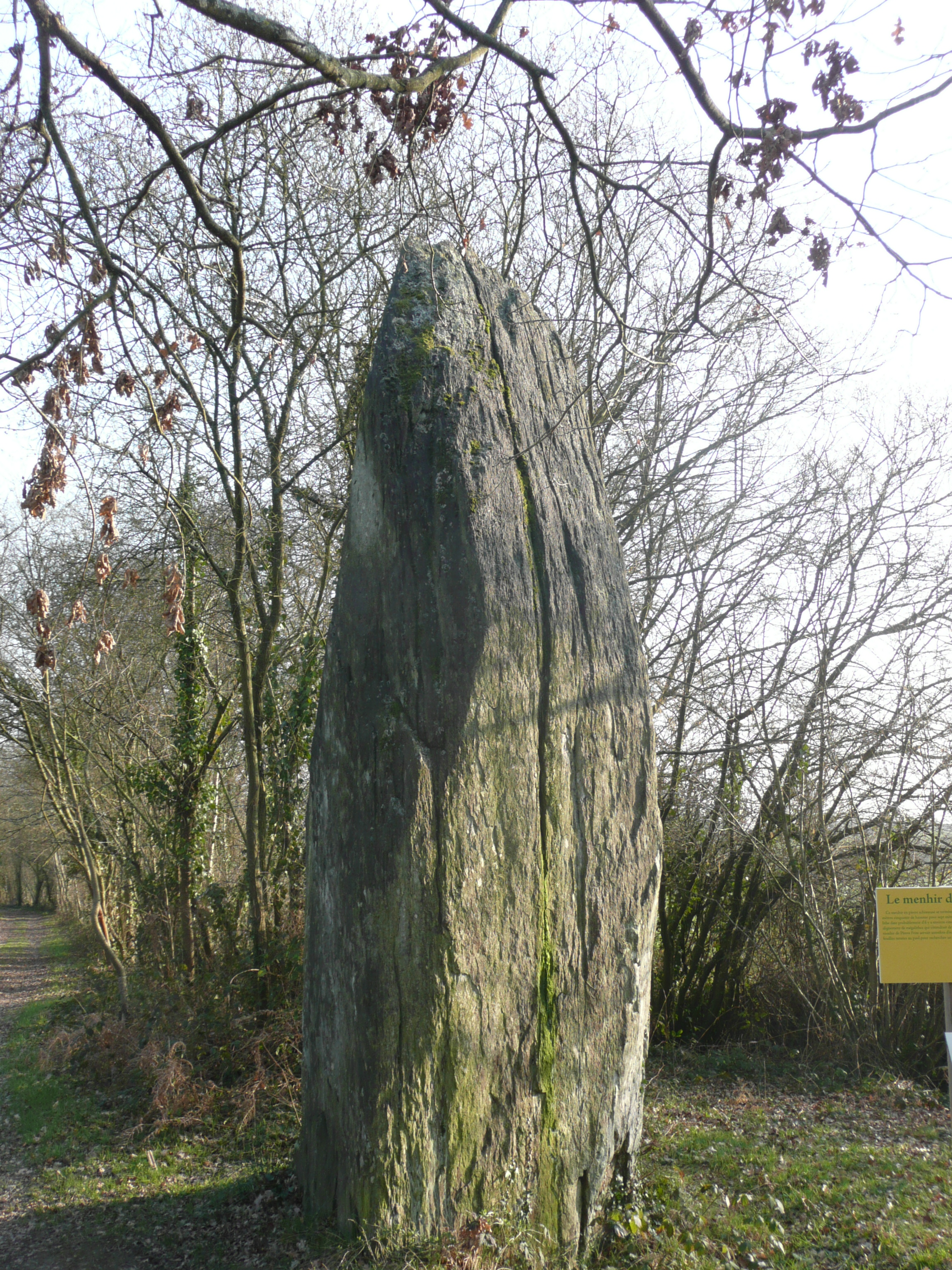
Menhir de Pierre Frite

Der Menhir de Pierre Frite (auch Pierre Frite d'Armaillé genannt) aus lila Schiefergestein, aus den nahen Marmorbrüchen, stammt aus der Jungsteinzeit. Er steht südöstlich von Pouancé, einem Wald an der Straße zwischen La Prévière und Saint-Michel-et-Chanveaux, auf der Grenze zwischen Armaillé und Saint-Michel-et-Chanveaux im Département Maine-et-Loire in Frankreich.
Es gibt in Frankreich mehrere Menhire mit diesem Namen (Menhir de Pierre Frite (Basse-Goulaine)).
Die Angaben zu seiner Höhe variieren zwischen 5,10 und 5,25 Metern. Der Menhir besitzt als sichtbare Spur seiner Christianisierung eine kleine in den Felsen gehauene Nische, zur Aufnahme einer Marienstatue. Ein zweiter, kleinerer Menhir steht 800 Meter entfernt. 